# Lucius Tusidius Campester
Lucius Tusidius Campester war ein im 2. Jahrhundert n. Chr. lebender römischer Politiker.
Durch Militärdiplome, die auf den 6. Oktober 142 datiert sind, ist belegt, dass Campester 142 für die Monate September und Oktober zusammen mit Quintus Cornelius Senecio Annianus Suffektkonsul war.
Möglicherweise war er der (adoptierte) Sohn von Marcus Maenius Agrippa Lucius Tusidius Campester.